# Mortal Kombat (videohra, 1992)
Mortal Kombat je první díl bojových her série Mortal Kombat od společnosti Midway, který poprvé vyšel na arkádové automaty v roce 1992. Hráč si vybere postavu a snaží se s ní probojovat turnajem přes arény s různými soupeři, nebo bojuje při hře dvou hráčů proti jinému hráči. Hra se vyznačovala především digitalizovanými sprity opravdových herců a také značnou brutalitou.
Mortal Kombat byl také v roce 1993 předělaný na platformy SNES, Mega Drive, Master System, Game Gear a Game Boy, v roce 1994 pak na DOS a Amiga. Hra se dočkala mnoha pokračování, několika filmových zpracování a také komiksů.

## Provedení

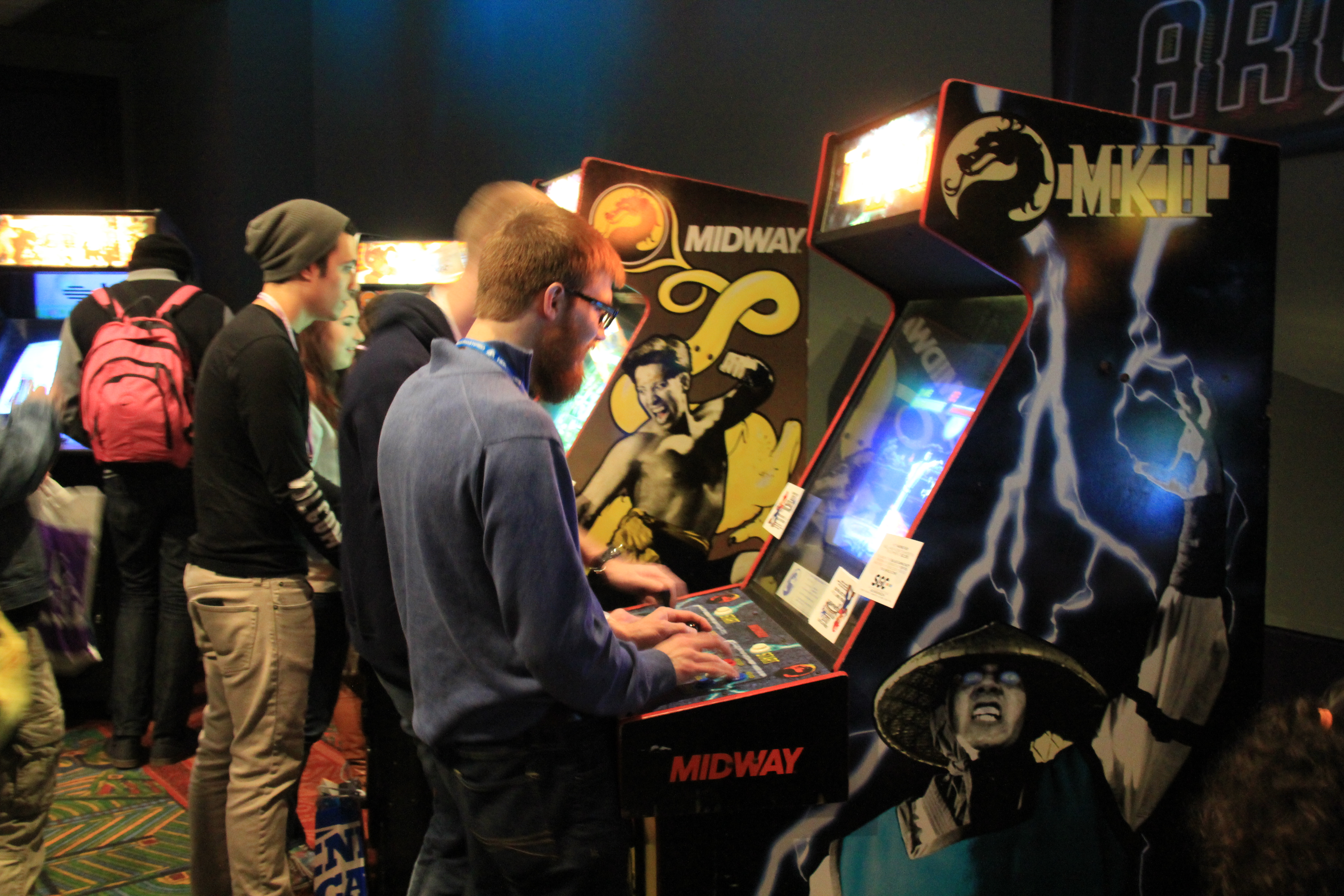
Arkádové automaty Mortal Kombat a Mortal Kombat II

Hráč mohl bojovat proti NPC postavám nebo při hře dvou hráčů proti jinému hráči. Provedení bylo obdobné jako u staršího Street Fighter, avšak vzhled více tajemný a všechny hratelné postavy měly stejnou výšku a tělesné proporce. Zásadní novinkou však bylo jejich provedení. Nešlo o kreslené postavy, jako v jiných hrách, ale digitalizované herce. V horní části obrazovky byly ukazatele energie postavy a odečet času úrovně. Pokud čas vypršel dříve, než jeden z hráčů ztratil veškerou energii, vyhrál úroveň hráč s vyšší zbytkovou energií.
Hlavní inovací byly tzv. Fatality (doražení protivníka). Když jeden hráč ztratil veškerou svou energii nepadl ihned k zemi, jako v obdobných hrách, ale vítěz jej mohl „dorazit“, resp. zabít brutálním způsobem. Speciálním doražením byla možnost shodit protivníka z mostu na bodáky.
Při hře jednoho hráče bylo možné postupovat po jednotlivých protivnících turnaje, kde ve finále nastal souboj proti čtyřrukému monstru – princi Gorovi a poté proti Shang-Tsungovi. Při hře dvou hráčů proti sobě si každý mohl po skončeném zápasu vybrat nového bojovníka a vše se opakovalo v jiném zápasu.

## Příběh
Hra se odehrává v Pozemské říši, kde se na ostrově čaroděje Shang Tsunga uprostřed Ztraceného moře koná turnaj zvaný Mortal Kombat. Před 500 lety v tomto turnaji zvítězil princ Goro, od té doby padl turnaj do rukou čaroděje Shang Tsunga. Tito dva poté oslabili bariéru Pozemské říše ve snaze dohnat ji ke zkáze. Na loď, která pluje na turnajový ostrov nastoupí Šaolinský mnich Liu Kang, který získal povolení k turnaji od svého mistra a Hollywoodská filmová hvězda Johny Cage, který vstupuje do turnaje proto, aby dokázal, že se ve svých filmech nespoléhá jen na speciální efekty. Mezitím se Kano, člen kriminálního spolku Black Dragon, pokouší utéct důstojníkovi zvláštních sil Spojených států Sonye Blade a oba nastupují na tutéž loď. Shang Tsung také vyzval Raidena, boha hromu a strážce Pozemské říše, aby se zúčastnil turnaje. Turnaje se účastní také Sub-Zero, kterému nařídil jeho klan Lin Kuei zabít Shang Tsunga a vzít z ostrova jeho poklad. Sub-Zera chce v turnaji zabít pekelný zmrtvýchvstalý Scorpion, bývalý člen klanu Shirai Ryu, který se mu chce pomstít za jeho smrt.

## Postavy
Hra obsahuje sedm hratelných postav a další tři nehratelné. Každá postava disponovala vlastními zbraněmi a dovednostmi. Lord Raiden (Rayden v MS-DOS a portech na herní konzoly) ovládal blesky a mohl při levitaci narazit protivníka na druhou stranu místnosti, Sub-Zero disponoval magií ledu a dokázal na chvíli protivníka zmrazit, Scorpion ovládal naopak oheň, Johnny Cage vystřeluje zelené koule, Kano hází nože, Sonya vystřeluje růžové energetické pruhy a Liu Kang vysílá ohnivé plameny ve tvaru draka.
Výjimku od ostatních postav tvoří Goro, který je značně mohutnější, není možné jej zranit spodním hákem, ani neupadne při úderu nohou. Hlavní boss, čaroděj Shang Tsung vystřeluje ohnivé lebky a umí se proměnit v jakéhokoliv jiného bojovníka, a to i s jeho dovednostmi, tedy i v Gora.

### Hratelné postavy
Za pomlčkou je uveden herec, který postavu ztvárnil.
- Johnny Cage – Daniel Pesina
- Liu Kang – Ho Sung Pak
- Raiden – Carlos Pesina
- Sonya Blade – Elizabeth Malecki
- Kano – Richard Divizio
- Scorpion – Daniel Pesina
- Sub-Zero – Daniel Pesina

### Ostatní postavy
- Goro (sub-boss) – model dle Curt Chiarelli
- Shang Tsung (boss) – Ho Sung Pak
- Reptile (skrytá postava) – Daniel Pesina

## Nadměrná brutalita
Hra byla známa pro svou brutalitu, a proto také byla v několika zemích zakázána a v naprosté většině označena jako pouze pro dospělé. Kromě verze pro SNES se žádná Fatalita neobešla bez nadměrného množství krve, vytrženého srdce apod.

## Skryté doplňky
V MS-DOS verzi je možné otevřít Cheat Menu, v nastavení po stisknutím klávesy F10, podržte shift a napište písmena DIP, zobrazí se nabídka osmi přepínačů. Vypínače: 0 - fatality, 1 - krev (musí se restartovat hra), 2: zvuk a hudba během dema, 3 - reklama na komiksovou knihu během dema, 4: NPC fatality, 5: neomezené pokračování, 6: Měsíční silueta při prvním boji na Pitu (musí se restartovat hra), 7 - pomalé zotavení protivníka, 8 - ?.
Reptile představoval první skrytou postavu v bojové hře vůbec. Rady ohledně podmínek, jak odemknout boj proti němu, zprostředkuje jeho postava náhodně se objevující před zápasy. Tyto rady zahrnují: „Blocking will get you nowhere“, „Look to La Luna“, „Perfection is the key“ a „Alone is how to find me“. Aby bylo možné bojovat s Reptilem, musí hráč získat dvojnásobné dokonalé (flawless) vítězství v režimu pro jednoho hráče v aréně „Pit“ a dokončit zápas fatalitou, a to vše bez blokování. Kolem Měsíce musí také prolétat silueta, která se bude objevovat každou šestou hru. Jakmile jsou splněny všechny podmínky, Reptile oznámí: „Našli jste mě, nyní se osvědčte!“. Zápas se odehrává na dně Pitu a jeho porážkou (s fatalitou) získá hráč 10 000 000 bodů.